# Юзеф Зайончек
Юзеф Зайончек (пол. Józef Zajączek нар. 1 листопада 1752 , Кам'янець-Подільський  — пом. 28 серпня 1826 або 30 липня 1826 , Варшава ) — польський і французький генерал, представник польського шляхетського роду Зайончек герба «Свинка», польський якобінець, учасник повстання під керівництвом Тадеуша Костюшко. Потім вів проросійську політику, був довіреною особою великого князя Костянтина Павловича, перший намісник Царства Польського (27 листопада 1815 — 28 липень 1826), сенатор-воєвода Царства Польського (1815).